# Albana di Romagna passito
L'Albana di Romagna passito  est un vin italien à base de raisins passerillé  de la région d'Émilie-Romagne doté d'une appellation DOCG depuis le 13 avril 1987. Seuls ont droit à la DOC les vins blancs récoltés à l'intérieur de l'aire de production définie par le décret.

## Aire de production
Les vignobles autorisés se situent dans les provinces de Bologne, Forlì-Cesena et Ravenne dans les communes Borgo Tossignano, Casalfiumanese, Castel San Pietro Terme, Dozza, Fontanelice, Castrocaro Terme e Terra del Sole, Longiano, Meldola, Montiano, Roncofreddo, Brisighella, Casola Valsenio  et Riolo Terme  ainsi qu'en partie dans les communes Imola, Ozzano dell'Emilia, Césène, Forlì, Forlimpopoli, Savignano sul Rubicone, Castel Bolognese et Faenza.
Voir aussi les articles  Albana di Romagna, Albana di Romagna amabile, Albana di Romagna dolce, Albana di Romagna passito riserva, Albana di Romagna secco et Albana di Romagna spumante.

## Caractéristiques organoleptiques
- couleur : jaune doré avec des reflets de jaune ambré
- odeur : intense,  parfumé, caractéristique avec des arômes d'amande, de pêche et d'agrumes
- saveur : très doux, harmonique, légèrement tannique

L'Albana di Romagna passito se déguste à une température de 6 - 7 °C et se gardera 1 à 5 ans.

## Production
Province, saison, volume en hectolitres :
- Ravenna  (1990/91)  71,0
- Ravenna  (1991/92)  100,3
- Ravenna  (1992/93)  84,0
- Ravenna  (1993/94)  108,25
- Ravenna  (1994/95)  79,75
- Ravenna  (1995/96)  75,85
- Ravenna  (1996/97)  83,95